# Бальцер, Иоганн Баптист
Иоганн Баптист Бальцер (нем. Johann Baptist Baltzer или нем. Johannes Baptista Baltzer; 16 июля 1803 — 1 октября 1871) — католический богослов.

## Биография
Родился 16 июля 1803 в Андернах, изучал в 1823—27 гг. богословие в Бонне под руководством Гермеса, в 1829 году посвящён в сан священника, в 1830 году занял должность экстраординарного и в 1831 ординарного профессора богословия в Бреславльском университете. В 1843 назначен духовным советником консистории по брачным делам, в 1844 году синодальным экзаменатором, в 1846 году членом соборного капитула и в 1860 году соборным проповедником. В качестве решительного сторонника и защитника гермесианизма, Бальцер написал «Hinweisungen auf den Grundcharakter des Hermesischen Systems» (Бонн, 1832 г.) и «Über die Entstehung religiöser Gegensätze im Katholizismus und Protestantismus» (Бонн, 1833 г.). Впоследствии, придя к убеждению, что Гермес хотя и «исправил» рационализм Канта, но не вполне овладел им, Бальцер присоединился к воззрениям Антона Гюнтера. В защиту их, Бальцер написал «Theol. Briefe» (1 серия, Майнц, 1844 г.; 2 серия, Бресл., 1845 г.) и «Neuen theol. Briefe» (1 и 2 серии, Бресл., 1853), затем в 1853 году Бальцер предпринял вместе с Гангауфом и Кноодтом путешествие в Рим, но подвергся папскому запретительному декрету от 8 января 1857 г. Князь-епископ бреславльский Форстер признал его направление вредным и в 1860 году уволил его от должности профессора, но приговором королевского дисциплинарного суда от 9 янв. 1864 г. профессура была возвращена ему. Во время Ватиканского собора Бальцер принадлежал к противникам догмата папской непогрешимости и подписал нюрнбергскую декларацию против неё от 26 августа 1870. Этим Бальцер навлек на себя немилость папы; умер в Бонне 1 октября 1871.
По спорному вопросу об отношениях библии к естественным наукам Бальцер написал: * «Die biblische Sch öpfungsgeschichte, insbesondere die dann enthaltene Kosmo— und Geogonie in ihrer Ü bereinstunmmig mit den Naturwissenschaften» (2 т., Лейпц., 1867—73 гг.) и «Ü ber die Anfange der Organismen und die Menschen» (Падерб., 1869 г.; 4 изд. 1873 г.).